# 愛德華·卡斯勒
愛德華·L·卡斯勒（英語：Edward L. Cussler，1940年—）是一名美國化學工程師，明尼蘇達大學化學工程與材料科學系教授。他在流體力學、輸運現象和氣體分離，特別是膜和氣體吸附領域的研究成果享譽全球。卡斯勒發表了250多篇學術論文，獲得數十項專利，出版五本著作，其中包括廣受好評的《擴散》（劍橋大學出版社，2009年，第三版）。他曾擔任美國化學工程學會（AIChE，1989年—1995年）董事、副主席和主席，並於2014年發表AIChE學院演講。卡斯勒和妻子貝茜曾是埃迪納高中的教師，長期居住在明尼蘇達州明尼阿波利斯。

## 早年生活和教育
1961年，卡斯勒在耶魯大學以優異成績獲得工學學士學位，1963年在威斯康辛大學麥迪遜分校獲得理學碩士學位。1965年，他繼續在威斯康辛大學麥迪遜分校攻讀博士學位，論文題目是「大分子中的多組分擴散」，他是埃德溫·尼布洛克·萊特富特的學生。在校期間，卡斯勒熱愛運動，喜歡跑步、游泳和騎自行車。他的業餘愛好包括與妻子一起騎自行車旅行，並多次參加波士頓馬拉松賽。

## 職業生涯
博士畢業後，卡斯勒在威斯康辛大學完成化學工程博士後研究。 隨後，他又在南澳阿德萊德大學和康乃狄克州耶魯大學完成物理化學博士後研究。1967年，他受聘為卡內基美隆大學化學工程系助理教授，1970年晉升為副教授，1973年晉升為正教授。在卡內基美隆大學期間，他在英國聯合利華完成為期一年的學術休假。1980年，卡斯勒加入明尼阿波利斯的明尼蘇達大學化學工程與材料科學系。在明尼蘇達大學期間，卡斯勒曾在麻省理工學院和劍橋大學休學術休假。

## 榮譽
卡斯勒在教學和研究方面獲得無數榮譽和獎項。他於1994年獲選為美國化學工程學會（AIChE）主席。他曾榮獲2001年AIChE頒發的沃倫·K·劉易斯化學工程教育獎。他於2002年入選美國國家工程院，以表彰他在「化學和生化分離膜傳輸方面的開創性研究，以及激勵人心的教學」。他是美國科學促進會會士，曾獲隆德大學和南錫大學榮譽博士學位。
2005年，他被授予搞笑諾貝爾獎的化學獎，表彰其為解決「人在糖漿中游得快還是在水中游得快？」這一長期存在的科學問題而進行的細緻實驗。

## 出版刊物
卡斯勒撰寫了240多篇期刊論文。代表性著作包括：
- E.L. Cussler "Membranes which pump", AIChE Journal 17(6), 1300-1303 (1971).[9]
- M.C. Yang, E.L. Cussler "Designing Hollow-Fiber Contactors", AIChE Journal 32(11), 1910-1916 (1986).[10]
- B.W. Reed, M.J. Semmens E.L. Cussler "Membrane Contactors", Membrance Science and Technology 2, 467-498 (1995).[11]
- B. Libby, W.H. Smyrl, E.L. Cussler "Polymer-Zeolite Composite Membranes for Direct Methanol Fuel Cells", AIChE Journal 49(4), 991-1001 (2003).[12]
- M. Malmali, Y. Wei, A. McCormick, E.L. Cussler "Ammonia Synthesis at Reduced Pressure via Reactive Separation", Industrial & Engineering Chemistry Research 55(33), 8922-8932 (2016).[13]

## 著作
卡斯勒已撰寫了五本化學工程領域的書籍：
- Cussler, E.L., Diffusion, Cambridge University Press, first edition, 1984; second edition, 1997; Chinese edition, 2002; third edition, 2008.
- Cussler, E. L., and Moggridge, G., Chemical Product Design, Cambridge University Press, 2001; French edition, 2002; Chinese edition, 2003.
- Belter, P., Cussler, E.L., and Hu, W-S., Bioseparations, John Wiley and Sons, New York, 1988.
- Baker, R.W., Cussler, E.L., Eykamp, W., Koros, W.J., Riley, R.L., and Strathmann, H., Membrane Separation Systems, Noyes Data Corp., New Jersey, 1991.
- Cussler, E.L., Multicomponent Diffusion, Elsevier Publishing Company, Amsterdam, 1976.